# Бидаш
Бидаш (фр. Bidache) насеље је и општина у југозападној Француској у региону Аквитанија, у департману Атлантски Пиринеји која припада префектури Бајон.
По подацима из 2011. године у општини је живело 1289 становника, а густина насељености је износила 42,36 становника/km². Општина се простире на површини од 30 km². Налази се на средњој надморској висини од 45 метара (максималној 162 m, а минималној 0 m).

## Демографија
| 1962. | 1968. | 1975. | 1982. | 1990. | 1999. | 2011. |
| ----- | ----- | ----- | ----- | ----- | ----- | ----- |
| 1.113 | 1.067 | 1.033 | 1.015 | 1.039 | 1.066 | 1.289 |

График промене броја становника у току последњих година